# Antoni Nowosielski
Antoni Karol Nowosielski (ur. 1675 zm. 11 października 1726) – stolnik orszański, 1698 roku łowczy nadworny 1707-1708 roku, strażnik polny 1708 roku Wielkiego Księstwa Litewskiego, Kasztelan nowogrodzki, senator, 1709-1725 roku, oboźny Wielkiego Księstwa Litewskiego, uczestnik Walnej Rady Warszawskiej 1710 roku.
Żonaty z Heleną  Wrobek-Lettaw, syn Leon Nowosielski, kolejny spadkobierca majątku rodzinnego i dzierżawca m. Lubcza. Posiadali dwór nieopodal zamku w Lubczy nad Niemnem, a także miasta Grodno, Wsielub, Oświeja wraz z okolicznymi dobrami ziemskimi.

## Posiadane dobra ziemskie
Miasta Grodno, Wsielub, Oświeja i okoliczne dobra w guberni mińska, okolicy Nowogródka były własnością rodzinną  Antoniego, syna Wawrzyńca Nowosielskiego. Spisy i herbarze  zawierają informacje o dobrach ziemskich i majątkach. Miasto i okolice Wsielub o powierzchni 7582 dziesięcin należące do rodziny Nowosielskich składały się z 52 wiosek, 595 domów, 1 miasto, 19 uroczysk, 10 folwarków. Tereny te w początkach XVIII wieku zamieszkiwało ok. 3800 katolików i żydów. Od początku XVIII wieku majątek (8283,3 ha) należał do Nowosielskich, a następnie do Radziwiłłów. W II połowie XVIII wieku Wsielub przeszedł we władanie rodziny O’Rourke.
Nabyte od rodziny Sapiehów miasto Oświeja z okolicznymi rozległymi dobrami o powierzchni 24814 dziesięcin (27109,29 ha) położone nad jeziorem oświejskim zawierały ok. 750 chrześcijan i 1470 żydów, czyli ok. 2200 mieszkańców. Na wielki majątek składały się 3 folwarki, 49 wsi, 623 domy. Od początku XVIII wieku do Nowosielskich należał jeden z rynków wraz z zabudowanymi dookoła 9 nieruchomościami w mieście Grodnie. Był on nabyty od rodziny Potockich. Rynek z nieruchomościami pozostawał w dobrach rodzinnych do II połowy XVIII wieku. Łącznie majątki rodzinne Antoniego Nowosielskiego w Wielkim Księstwie Litewskim wynosiły: 3 miasteczka, ok. 100 wiosek, 13 folwarków, 1218 domów, ok. 8000 ludzi pracujących w licznych manufakturach i faktoriach na dobrach o powierzchni ok. 36 tysięcy ha.

## Działalność filantropijna

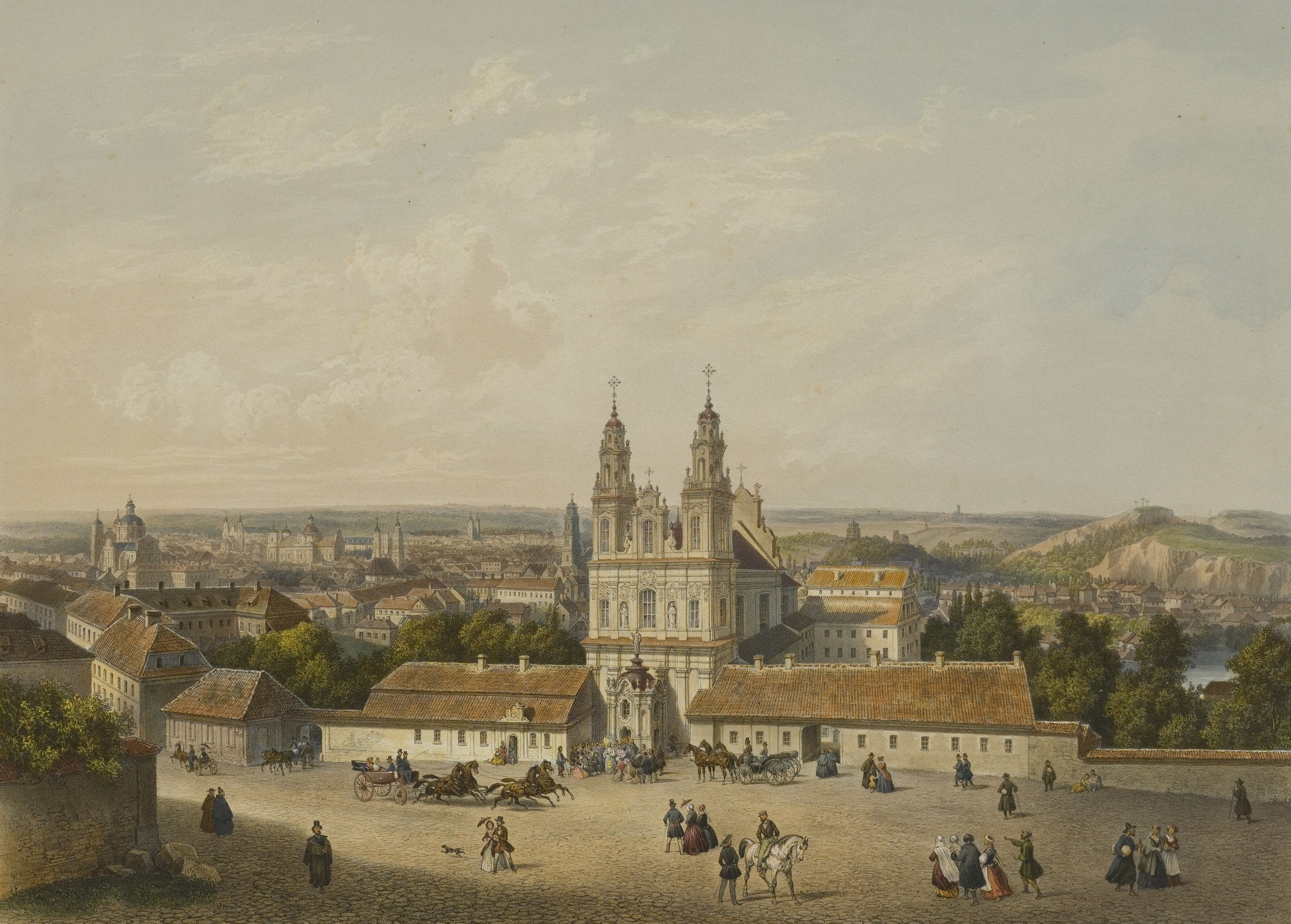
Kościół Wniebowstąpienia Pańskiego na obrazie Zygmunta Vogla z ok. 1800 roku.

Antoni Nowosielski ufundował zespół kościelno - klasztorny o. Paulinów we Włodawie wraz z Anielą z Zachorowskich Pociejową oraz Ludwik Konstanty Pociej w 1721 roku. Dokument został wpisany do ksiąg grodzkich brzeskich 17 lutego 1722 roku.

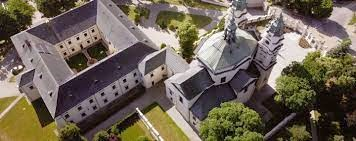
Kościół św. Ludwika i klasztor o. Paulinów we Włodawie.

Kościół Wniebowstąpienia Pańskiego i klasztor Misjonarzy w Wilnie, z powodu braku funduszy budowa trwała 35 lat. Budowa i dokończenie kościoła było możliwe dzięki funduszom przekazanym przede wszystkim przez kasztelana nowogródzkiego Antoniego Nowosielskiego w 1722 roku.   